# ルイス・カントレー
ルイス・クレイトン・カントレー（Lewis Clayton Cantley、1949年2月20日 - ）はアメリカ合衆国の生化学者。 1985年にPI3キナーゼを発見し、癌代謝におけるPI3キナーゼの役割を解明した。

## 来歴
ウェストヴァージニア州チャールストン出身。1971年にウェストバージニア・ウェズリアン・カレッジを卒業後、1975年コーネル大学から物理化学の博士号を取得。ハーバード大学で博士研究員として研修を受けた後、1983年に准教授となる。1985年にタフツ大学教授、1992年にハーバード大学医学大学院教授に就任した。2012年には、NewYork-Presbyterian Hospitalのがん研究センター所長に就任した。

## 受賞歴
- 2000年 ハインリッヒ・ヴィーラント賞
- 2013年 生命科学ブレイクスルー賞
- 2015年 ガードナー国際賞
- 2016年 ウルフ賞医学部門
- 2017年 クラリベイト・アナリティクス引用栄誉賞
- 2019年 ルイザ・グロス・ホロウィッツ賞
- 2020年 国際ポール・ヤンセン生物医学研究賞